# Dietrich Stael (Domherr, † 1496)
Dietrich Stael (* um 1418; † 12. Januar 1496) war Domherr in Münster.

## Leben
Dietrich Stael entstammte dem rheinisch-westfälischen Rittergeschlecht Stael und war der Sohn des Konrad (Cord) Stael zu Loburg (1385–1446, Ritter und Amtmann zu Sassenberg) und dessen Gemahlin Kunigunde von Bevern. Sein Bruder Johann war Domherr in Münster, ebenso sein Neffe Wilhelm. Im Jahre 1450 wird Dietrich als Domherr zu Münster urkundlich erwähnt. 1494 war er im Besitz des Archidiakonats Warendorf und im Jahr darauf Inhaber der Obedienz Senden. Sein Bruder, der Knappe Rotger († 1503) war mit Agnes von Schade zu Ihorst verheiratet. Sie waren die Eltern des Domherrn Wilbrand Stael.